# Polygrapha
Polygrapha é um gênero de insetos, proposto por Otto Staudinger em 1887; contendo quatro espécies de borboletas neotropicais da família Nymphalidae e subfamília Charaxinae, caracterizadas por ter um voo muito rápido e forte, distribuídas da Colômbia às Guianas, bacia do rio Amazonas até o Equador, Peru e Bolívia; se alimentando de substâncias em umidade mineralizada do solo ou podendo ser vistas sobre fezes, carniça e sugando fermentação em frutos caídos; em florestas tropicais e subtropicais úmidas ou outros habitats semi-sombreados, onde tendem a permanecer estáveis na folhagem ou no chão por longos períodos, de asas fechadas. Apresentam, vistos por cima, uma gama de cores em marrom, amarelo, laranja, abóbora, vermelho, lilás, violeta e azul. Fêmeas tendem a possuir colorações alares diferenciadas das dos machos. Por baixo, estas borboletas possuem tons marrons e têm uma semelhança muito forte com as folhas mortas, casca de árvores ou pedregulhos, e a denominação Polygrapha refere-se às muitas linhas finas que compõem o padrão da asa ventral em algumas espécies deste gênero.

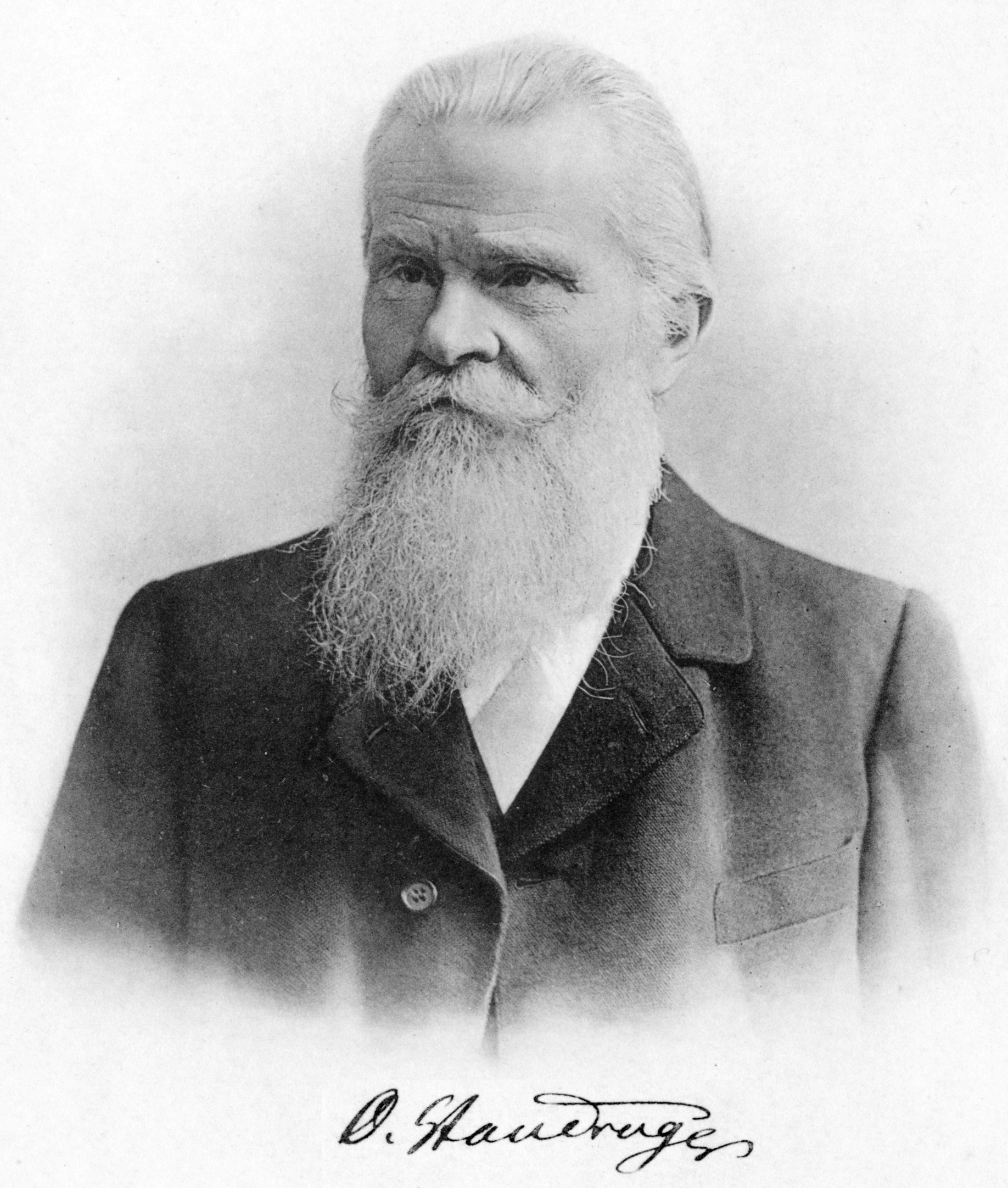
Fotografia de Otto Staudinger (1830-1900), o determinador do gênero Polygrapha, outrora subgênero de Anaea.

## Espécies e nomenclatura vernácula inglesa
- Polygrapha cyanea (Salvin & Godman, 1868) - Espécie-tipo[2] / Localidade-tipo: Equador[3][5]
- Polygrapha suprema (Schaus, 1920) - Localidade-tipo: Brasil (Minas Gerais)*[3]; Suprema Leafwing[6][8][9]
- Polygrapha tyrianthina (Salvin & Godman, 1868) - Localidade-tipo: Bolívia*[3]; King Leafwing[6]
- Polygrapha xenocrates (Westwood, 1850) - Localidade-tipo: Bolívia[3][4]

(*) espécies encontradas no território brasileiro, de acordo com o livro Butterflies of Brazil / Borboletas do Brasil, de Haroldo Palo Jr.